# ビリー・ハート

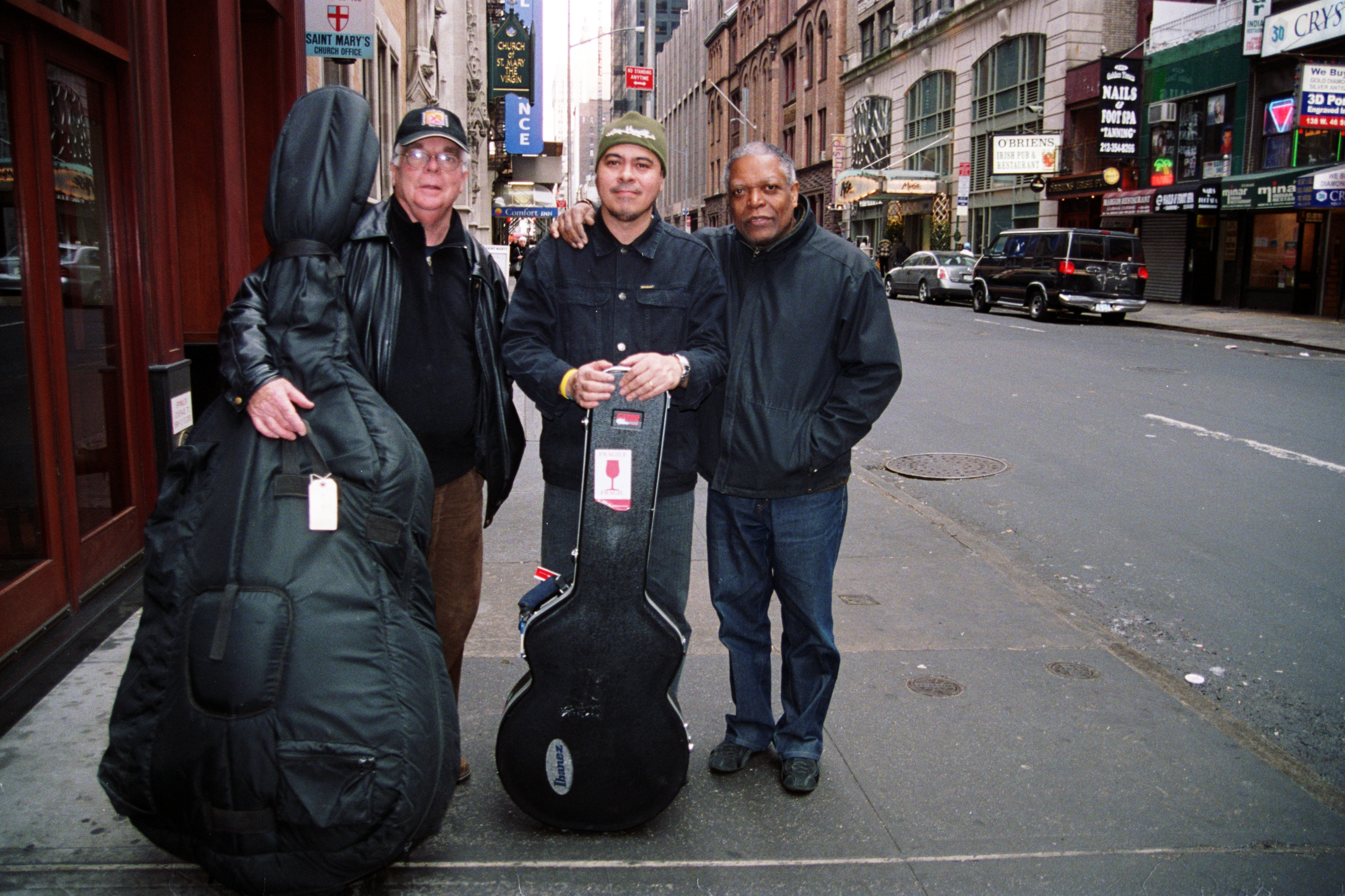
ビリー・ハート (右)、ジョニー・アレグレ (中央)、ロン・マクルーア (左)。アルバム『Johnny Alegre 3』録音にて

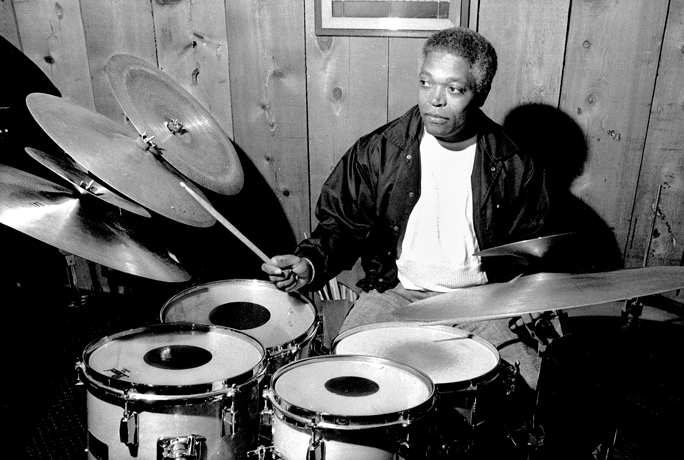
演奏するビリー・ハート

ビリー・ハート（Billy Hart、1940年11月29日 - ）は、アメリカのジャズ・ドラマーにして教育者である。

## 略歴
ハートはワシントンD.C.で生まれ、キャリアの早い段階でオーティス・レディング、サム&デイヴ、そしてバック・ヒルやシャーリー・ホーンと共演した。彼はモンゴメリー・ブラザーズ（1961年）、ジミー・スミス（1964年–1966年）、ウェス・モンゴメリー（1966年–1968年）のサイドマンを務めた。1968年にモンゴメリーが亡くなった後、ハートはニューヨークに移り、マッコイ・タイナー、ウェイン・ショーター、ジョー・ザヴィヌルとレコーディングし、エディ・ハリス、ファラオ・サンダース、マリアン・マクパートランドと共演した。
ハートはハービー・ハンコックのセクステットのメンバー（1969年–1973年）となり、マッコイ・タイナー（1973年–1974年）、スタン・ゲッツ（1974年–1977年）、クエスト（1980年代）とも共演した。加えて、フリーランスの演奏（1972年のアルバム『オン・ザ・コーナー』におけるマイルス・デイヴィスとのレコーディングを含む）も行っている。
1990年代初頭以来、ハートはオベリン音楽院と提携しており、ニューイングランド音楽院と西ミシガン大学の非常勤教授も務めている。また、ニュースクール大学とニューヨーク大学を通じてプライベート・レッスンを行っている。また、ドラマーとして、しばしばベルギーのストークス・フォレスト・ミュージック・キャンプとドウォルプ・サマー・ジャズ・クリニックに貢献している。
彼はマーク・ターナー、イーサン・アイヴァーソン、ベン・ストリートとグループを率い、ピアニストのジャン＝ミシェル・ピルクが率いるトリオや、ギタリストのアサフ・ケハティが率いるトリオに参加し、エディ・ヘンダーソン、デヴィッド・ヴァイス、クレイグ・ハンディ、ジョージ・ケイブルス、セシル・マクビーと一緒にザ・クッカーズとして知られるバンドで演奏し、広範囲にわたってツアーを行い、何枚かのCDを録音した。
ハートはニュージャージー州モントクレアに住んでおり、『ジャズタイムズ』誌が「内なる聖域」と表現している音楽スタジオを持っている。

## ディスコグラフィ

### リーダー・アルバム
- 『エンチャンス』 - Enchance (1977年、Horizon)
- 『ザ・トリオ』 - The Trio (1982年、Progressive) ※with ウォルター・ビショップ・ジュニア、ジョージ・ムラーツ
- 『オシュマレ』 - Oshumare (1984年、Gramavision) ※旧邦題『アシュマリー』
- 『ラー』 - Rah (1988年、Gramavision)
- Amethyst(1993年、Arabesque)
- Oceans of Time (1997年、Arabesque)
- Billy Hart Quartet (2006年、HighNote)
- Route F (2006年、Enja)
- Live at the Cafe Damberd (2009年、Enja)
- Sixty-Eight (2011年、SteepleChase)
- All Our Reasons (2012年、ECM)
- One Is the Other (2014年、ECM)
- 『ザ・ブローダー・ピクチャー』 - The Broader Picture (2016年、Yellowbird) ※with ザ・WDRビッグ・バンド

### ザ・クッカーズ
- Cast The First Stone (2010年、Plus Loin Music)
- Warriors (2011年、Jazz Legacy Productions)
- Believe (2012年、Motéma)
- Time And Time Again (2014年、Motéma)
- The Call Of The Wild And Peaceful Heart (2016年、Smoke Sessions)